# 约瑟夫·别奈梅·卡旺图
约瑟夫·别奈梅·卡旺图（法語：Joseph Bienaimé Caventou，1795年6月30日—1877年5月5日）是一位法国药剂师。1795年，他出生于圣奥梅尔，曾就读于巴黎药学院（École de Pharmacie）和巴黎科学学院。1816年进入圣安托瓦医院，在该医院他有一所进行研究的实验室。1812年他被招入巴黎药学院，1835年-1860年间担任该大学毒理学教授。
从1817年到1842年，他与巴黎实验室（位于一家药店后面）的皮埃尔·约瑟夫·佩尔蒂埃（Pierre Joseph Pelletier）紧密合作过25年，开创了使用中性溶剂分离活性成分的先河，二人专注于植物生物碱的研究，他们成功分离出了下列化合物：
| 时间   | 提取的化合物 | 来源       |
| ------ | ------------ | ---------- |
| 1817年 | 叶绿素       |            |
| 1817年 | 吐根碱       | 吐根树     |
| 1818年 | 番木鳖碱     | 马钱子     |
| 1819年 | 马钱子碱     | 马钱子     |
| 1820年 | 辛可宁和奎宁 | 金鸡纳树皮 |
| 1821年 | 咖啡因       |            |

奎宁是金鸡纳树皮中一种活跃的抗疟剂成分，是治疗疟疾的特效药。他们建立了自己的工厂来生产治疗疟疾的硫酸奎宁，但二位合伙人并没有申请专利，以允许更多人来使用他的的发现。
1823年他们在生物碱类化合物中也发现氮，此外，所发现的其他化合物还有秋水仙素和藜芦碱等。 
1877年5月6日在他在巴黎去世，享年81岁。月球上的卡旺图陨石坑就是以他的名字命名的。

## 备注
1. ↑  Haas L. . J Neurol Neurosurg Psychiatry. 1994, 57 (11): 1333. PMC 1073182 . PMID 7964807. doi:10.1136/jnnp.57.11.1333.
2. ↑  Kyle R, Shampe M. . JAMA. 1974, 229 (4): 462. PMID 4600403. doi:10.1001/jama.229.4.462.

## 延伸阅读
- Delepine, Marcel. . Journal of Chemical Education. 1951, 28 (September): 454–461. doi:10.1021/ed028p454.